# 1530 Rantaseppä
Az 1530 Rantaseppä (ideiglenes jelöléssel 1938 SG) a Naprendszer kisbolygóövében található aszteroida. Yrjö Väisälä fedezte fel 1938. szeptember 16-án, Turkuban.